# Hotride

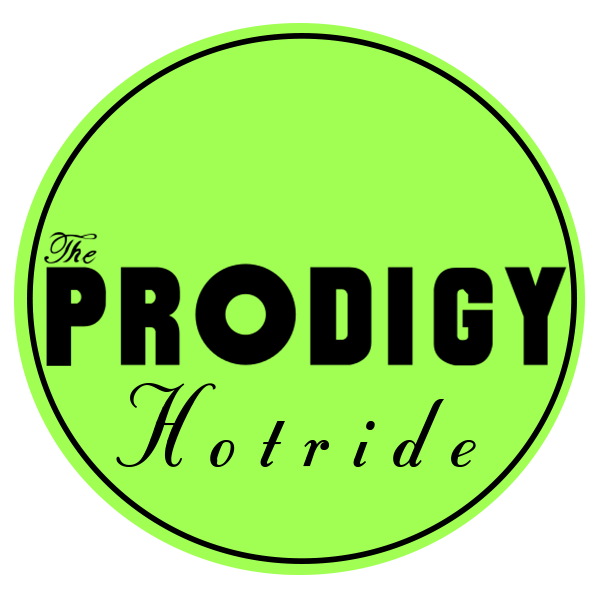

Hotride è un singolo del gruppo musicale inglese The Prodigy, pubblicato il 1º novembre 2004 come secondo estratto dal quarto album in studio Always Outnumbered, Never Outgunned.

## Tracce
CD promozionale (Stati Uniti)
1. Hotride (Radio Edit) – 3:38
2. Hotride (El Batori Mix 3) – 4:44
3. Hotride (El Batori Mix 2) – 5:23
4. Hotride (El Batori Mix 1) – 4:55
5. Hotride (Album Version) – 4:36

CD singolo (Regno Unito), download digitale
1. Hotride – 4:32
2. Who U Foolin – 3:40
3. Girls (Rex the Dog Remix) – 6:33
4. Hotride (El Batori Mix) – 4:44

## Formazione
Musicisti
- Liam Howlett – programmazione, tastiera, chitarra, batteria, strumentazione analogica, basso
- J. Lewis – voce
- Scott Donaldson – chitarra
- Neil McLellan – programmazione aggiuntiva
- Hannah Robinson – cori

Produzione
- Liam Howlett – produzione, missaggio
- Neil McLellan – coproduzione, missaggio
- Damian Taylor – ingegneria del suono Pro Tools
- Emily Lazar – mastering